# キプロスの世界遺産

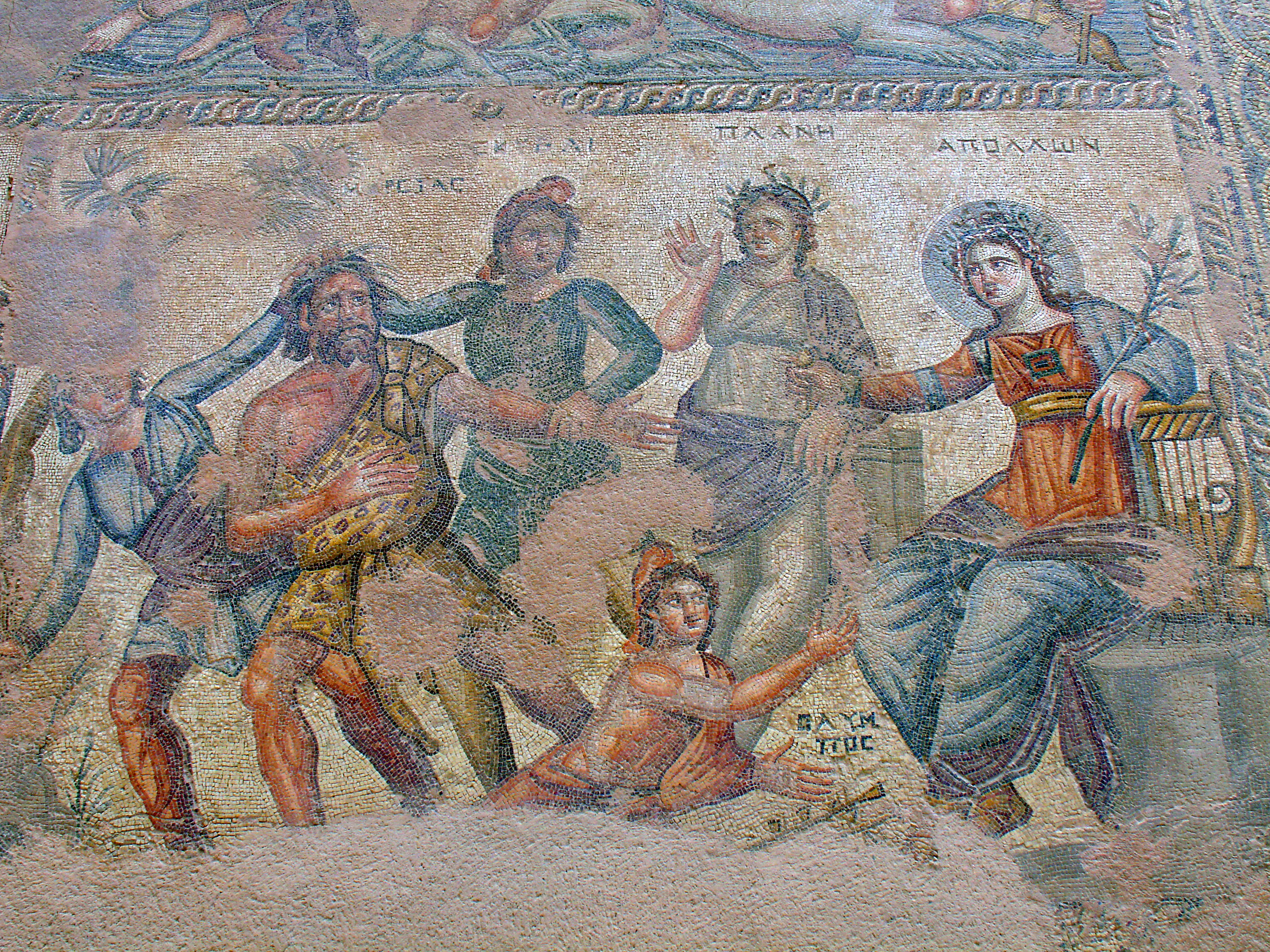
アイオンの家(パフォス)

キプロスの世界遺産 (キプロスのせかいいさん)としてユネスコの世界遺産に登録されているキプロス国内の文化・自然遺産の一覧を以下に示す。
キプロスの世界遺産条約批准は1975年8月14日である。初めて正式登録されたキプロスの世界遺産はパフォスであった。

## 文化遺産
- パフォス - (1980年)
- トロードス地方の壁画聖堂群 - (1985年、2001年拡大登録)
- ヒロキティア - (1998年)

## 自然遺産
なし

## 複合遺産
なし

## 地域別

### ニコシア地区
- トロードス地方の壁画聖堂群

### パフォス地区
- パフォス
- トロードス地方の壁画聖堂群

### ラナソール地区
- トロードス地方の壁画聖堂群

### ラルナカ地区
- ヒロキティア